# トム・ワトソン
トム・ワトソン（Tom Watson、1949年9月4日 - ）は、アメリカ合衆国のプロゴルファーである。フルネームはトーマス・スタージス・ワトソン（Thomas Sturges Watson）。

## プロフィール
ミズーリ州カンザスシティ出身。保険外交員のレイモンド・ワトソンと妻サラの間に生まれた3兄弟の次男。ハンディキャップ0のスクラッチプレイヤーの経歴をもつ父に連れられ、トム・ワトソンはカンザスシティカントリークラブで6歳からゴルフを開始し、中学生の時、ゴルフの師匠の一人であるスタン・サースク（Stan Thirsk）と出会う。ペンブローク・カントリーディ校を経てスタンフォード大学に進学し、大学ではコミュニケーション、経済学を経て心理学を専攻、1970年には全米アマチュア選手権5位の資格でマスターズに出場。1971年5月、心理学で学士号を取得し、スタンフォード大学を卒業した。1971年11月にプロゴルファーになることを決意し、12月のクオリファイ・テストに5位で合格。翌1972年プロとしてPGAツアーに参戦開始して、賞金ランキング78位。プロ2年目のワトソンが23歳の1973年7月、当時18歳であったブルース・エドワーズ（コネチカット州出身、13歳の時グレーターハートフォードオープンでディック・ロッツのバッグを担いでキャディデビュー）とノーウッドヒルズカントリークラブで運命的に出会い（グレーターセントルイスゴルフクラシック）、キャディに採用していきなり6位入賞を果たし、通年では賞金ランキング35位となり、翌年のシード権を得た。1974年6月、バイロン・ネルソンと初対面した全米オープンの2週間後、ツアーキャディの帯同が認められていなかったウェスタンオープン（バトラーナショナルゴルフクラブ）でPGAツアー初勝利を挙げるなどして、賞金ランキング10位に躍進。1975年5月のバイロン・ネルソンゴルフクラシックで、ワトソンとエドワーズのコンビは優勝を初体験（PGAツアー2勝目）。1976年からバイロン・ネルソンの指導も仰ぐようになった。全盛期はフォロースルーの大きなアメリカン打法から繰り出される高弾道のショットと、ツアー屈指のショートゲームの巧さで勝利を重ね、1977年から1980年まで4年連続、および1984年にPGAツアーの賞金王を通算5度獲得。プロとしてPGAツアー39勝、世界で通算68勝を挙げている。「リンクスコースは私の人生そのもの」と語り、シニアツアーも含めて現在までリンクスコースで、特に’本物’の深いラフのある英国のリンクスで無類の強さを誇るが、聖地セント・アンドルーズでは未勝利（ジ・オープン5勝、ザ・シニアオープン3勝で、うち7勝はスコットランド開催）。

## 戦績提要
青木功が「理詰めでは対処しきれない、何が起こるかわからない競技」と評するジ・オープン初挑戦は、ベン・ホーガンが「攻めれば地獄、守れば奈落」と評した英国の最難関リンクスコースのカーヌスティ（7065ヤード・パー72）で開催された1975年の第104回大会であり、エドワーズはパスポート不所持により渡航できなかったため、キャディには地元のアルフィー・ファイルズ（50歳）を従えて、初出場で初優勝の快挙を成し遂げた（PGAツアー3勝目）。ファイルズはゲーリー・プレーヤーが1968年にカーヌスティでのジ・オープンで優勝したときのキャディだが、本大会でプレーヤーは南アフリカの人種差別問題により黒色人種でラビットという名のキャディを採用、また、ファイルズはキャディの仕事に理解が得られなかった妻と大会1か月前に離婚したという事情も重なり、ファイルズは大会に勝てる選手を探し、攻撃的なプレイをするワトソンに白羽の矢を立て、ワトソンに「ジ・オープンで組もう」と手紙を書いて起用された。ワトソンは、大会4日目に72ホール目のパーセーブも困難な18番ホール（パー4）で15フィートのバーディパットを成功させて、ジャック・ニュートンと9アンダーで首位に並び、翌7月13日の18ホールのストロークプレイのプレイオフに持ち込んだ。ニュートンはワトソンと同い年の25歳のオーストラリア人選手であり、トム・ワイスコフ（1973年は豪打と驚異的バーディ奪取率でジ・オープンを含む年間7勝を挙げて「恐怖のトム」と畏れられた。ジ・オープンはトゥルーン開催であり、アルバート・ファイルスをキャディに従え、キャリア唯一のメジャー勝利）にパッティングのグリップをコーチされて好調を維持して、3日目にはアウト33イン32の65でコースレコードを更新していた。プレイオフは5回スコアがイーブンになる接戦で、最終スコアは71対72の1打差であった。勝敗を分けたのは最終18番ホールで、ワトソンはピンから約12mに2オンして2パットのパー、ニュートンは第2打をバンカーに入れ、第3打のバンカーショットは約3mオーバー、第4打のパーパットは3cm外れてボギーでの決着。試合後、ワトソンは「今日のように風雨が強いスコットランド的条件では、ファイルズはとても頼りになった」とコメントした。1975年のワトソンはメジャー4大会すべてでトップ10入りした。翌1976年のロイヤルバークデールでのジ・オープンでは、ブルース・エドワーズが初めてジ・オープンのキャディを務めたが、54ホール終了時点に1打差で予選落ちしたため、ジ・オープンにはファイルズを起用するようになった。
メジャー初勝利から2年後の1977年4月の第41回マスターズ（オーガスタ・パー72）では、プレイヤー専属のキャディを帯同することが認められていなかったが（1983年まで）、2日目に5アンダーで首位に浮上し、最終日は帝王ジャック・ニクラスとの一騎討ちを行い、最後の2ホールで1打ずつ、計2打差をつけ、12アンダーで制してメジャー2勝目を挙げると（PGAツアー6勝目）、7月のターンベリーでの第106回オープンではファイルズをキャディに従え、歴史的なニクラスとの真昼の決闘（後述）を1打差の12アンダーで制してメジャー3勝目を挙げ（PGAツアー8勝目）、年間メジャー2冠を獲得した。
1980年のミュアフィールド（パー71）での第109回オープンでは、第3ラウンドでバルタスロールの戦いから1か月後の青木功が8バーディ（アウトでは2・5・8・9番ホールで4バーディ、インでも11・12・14・17番ホールで4バーディ）・10パー、24パットのアウト32イン31で全英オープン最小スコアタイの63を記録したが、ワトソンも29パットのアウト34イン30で全英オープン自己ベストスコアの64で廻って2位に4打差の11アンダーで単独首位に立った。最終日は強い北風の中のラウンドであったが、ワトソンは7番から12番の6ホールで5バーディを奪い（10番ホールはボギー）、ボギーは計3つで、アウト34イン35にまとめて2位に4打差の通算13アンダーで逃げ切って、3度目のジ・オープン優勝（PGAツアー24勝目）。
1981年の第45回マスターズでは、上記の理由でエドワーズがキャディを務められなかったが、ワトソンは第3ラウンド終了時点で7アンダーで首位に浮上すると、最終日は71で堅実に廻り、2位ニクラスとジョニー・ミラーに2打差の通算8アンダーで逃げ切って4年ぶり2度目の優勝（PGAツアー26勝目）。
1982年の第82回全米オープンは、ワトソンが大学時代に度々プレイしていたペブルビーチ（パー72）で開催され、キャディにブルース・エドワーズを伴い参戦した。ペブルビーチは、ニクラスとワトソンが「人生最後のゴルフをするのなら、ペブルビーチを選ぶ」と答えたリンクスコースである。153人（含アマチュア14人）が臨んだ予選では、ワトソンは72-72のパーで、首位から4打差の9位タイにニクラスやトム・カイトらと並んだ。本選には7オーバーまでの66人（含アマチュア2人）が臨んだ。ワトソンは予選終了後の練習でスイングの極意を会得して3日目に臨み、この日68で廻って通算4アンダーでビル・ロジャースと首位タイに並び、ワトソンは「今回は自分でも自信に満ちているのがわかる。明日は勝つために最善の努力をする」とコメント。最終日は、次男ジャッキーをキャディに従え、3番ホールから5連続バーディを奪い、7番ホール終了時点で首位に立った42歳ニクラスとの一騎討ちとなった。ワトソンは16番ホールでティーショットをミスしてクロスバンカーのあごの下に打ち込み、第2打は横に出すのが精一杯でボギーとして、ホールアウトしたニクラスと4アンダーで首位に並んだ状態で、カーメル湾に突き出ている難関中の難関の17番ホール（長いパー3、209ヤード、2段グリーン）に臨んだ。2番アイアンでのティーショットはドローボールで攻めたが、海風に流され、ボールはグリーン左のバンカーとバンカーの間のくるぶしまで隠れる深いラフに捕まり、ピンまでの距離は約5m。ボールのライはラフにほぼ埋もれた状態で傾斜に静止という条件で、この日ピンはグリーン左でエッジからカップまでの距離が約3mと短く、しかもグリーン上は下りのスライスラインでカップに寄せるのは至難の業、この時点でニクラスが優位となった。しかし、ワトソンは「寄せるなんて考えていない。カップに入れるぞ」とエドワーズに宣言して、素振りを2回した後、極端なオープンスタンスでサンドウェッジを一閃すると、ボールはふわりと上がり、成功確率1000回に1回とニクラスが評したチップインバーディとなった。続いて難関の18番ホール（パー5）でもスプーン-7番アイアン-9番アイアンを使って3オンすると、難しい下りのスライスラインを1パットで決めてバーディをとり、2位ニクラスに2打差の6アンダーで全米オープン初優勝を果たした（メジャー6勝目、PGAツアー31勝目）。試合後、ワトソンは「ニクラスのホームグラウンドみたいなペブルビーチで、ニクラスに勝てて夢のようだ。最終日17番ホールのアプローチショットは一生で一番重要なショットだった。あれは何時間も練習したショットだ」とコメントした。ニクラスは「私は全米オープンでやるべきことは全てやった。四日間のゲームは素晴らしかった。勝てなかったのは、たった一人だけおかしな奴がいたからだ。しかし、トムと最後まで優勝争いができたことを誇りに思うし、彼の勝利をともに喜びたい」とコメント。続くロイヤルトゥルーンでの第111回オープンでは、60人（含アマチュア1人）が臨んだ好天の最終日に首位と3打差の5位スタートで倉本昌弘と廻り、1イーグル（11番ホール、3番アイアンでの第2打がピンそば約1m）、1バーディ（4番ホール）、1ボギー（15番ホール）以外はパーをセーブする我慢のゴルフで上位陣が崩れるのを待って、2位に1打差の4アンダーで制覇して、メジャー大会2連勝を4度目のジ・オープンタイトルで飾った（PGAツアー32勝目）。倉本はアーノルド・パーマーと3ラウンド、ワトソンと1ラウンド同組で廻って4位タイとなったが、現在までジ・オープンでの日本人最高順位である（2015年7月時点）。
1983年ロイヤルバークデールでの第112回オープンは、予選ラウンド終了後の深夜、囚人解放運動グループによる6番ホールのグリーンの破壊工作という競技妨害を目的としたジ・オープン初の不祥事があった大会だが、翌第3ラウンド終了時点でワトソンが8アンダーで単独首位に浮上すると、最終日はアウトでスコアを2つ落として首位を譲ったが、インの11、13、16番ホールでの3バーディで再び首位に立ち、2位に1打差の通算9アンダーで大会2連覇を達成した（PGAツアー33勝目）。その後、ジ・オープンを連覇した選手は、23年後の2006年のロイヤルリバプール（7258ヤード・パー72）開催の第135回大会で、実父を亡くして間もないタイガー・ウッズがティーショットに2番アイアンを多用して、フェアウェイキープ率86%、4日間通算18アンダーで2位に2打差をつけて連覇するまで現れなかった（本大会前のウッズはドライバーが不調であり、バンカーを回避するにはバンカー越えを狙って飛距離を出すよりも、刻んで距離を残した方がアイアンショットで制御しやすいなどの理由から、この試合でウッズがドライバーを用いたのは初日の16番ホールのみ。ウッズはハンク・ヘイニーをコーチに迎え2005年・2006年に2連覇。英国で2番目に最古のリンクスコースであるロイヤルリバプールでのジ・オープン開催は39年ぶり11回目）。メジャー通算8勝を挙げて“新帝王ワトソン”と呼ばれたが、1983年の全英オープンを最後にメジャーの優勝から遠ざかる。
翌1984年の第113回オープンでワトソンはセント・アンドルーズ初制覇とピーター・トムソン以来の3連覇に挑んだが、セベ・バレステロスが最終18番ホールでフックラインのバーディパットを決めて優勝、ワトソンは17番ホールで「人生で最も大事な2番アイアンショット」である第2打をミスして石塀際2フィートまで飛ばし、2打差の2位に終わった。この年、ワトソンはPGAツアーでは3勝して5度目の賞金王となったが、以後はイップスと呼ばれる症状によるショートパットの不調に苦しめられるようになり、1987年にナビスコ選手権で3シーズンぶりに優勝した後は、さらに9シーズン後の1996年にメモリアル・トーナメントまで優勝がなかった。それに続く1998年のマスターカード・コロニアルで優勝したのが、現時点でのPGAツアー最後の優勝である。通算39勝は同ツアー歴代10位タイ。
全米プロゴルフ選手権では、アーノルド・パーマーと同様に1度も優勝経験が無く、「キャリア・グランドスラム」の一歩手前の3冠王にとどまっている。1978年の全米プロゴルフ選手権はパーマーの地元のオークモントカントリークラブ（6391m・パー71）で開催され、ワトソンは初日から好調で首位をキープ、大雨の最終日（8月6日）は前半を2位に4打差をつけて折り返したが、後半失速して、この日73を叩く間に、7打差スタートのプロ7年目ジョン・マハフィー（ワトソンとプロ入りが同期、大学での専攻も同じで、ワトソンの親友）と、5打差の2位スタートのジェリー・ペイトに8アンダーで並ばれ、全米プロ選手権史上初、メジャー大会でのサドンデスプレイオフ初の3人でのプレイオフとなり、プレイオフ1ホール目（1番ホール）は3人ともにパー、2ホール目（2番ホール）でマハフィーに約2.5mのバーディパットを決められ、優勝を逃した（マハフィーはPGAツアー2勝目）。この日、4位フィニッシュのギル・モーガンが8番ホール（224m）で1番アイアンを使用してホールインワンを記録した。なお、ワトソンはシニアツアー最古のメジャー大会である全米プロシニアゴルフ選手権では2勝を挙げている。
日本とのつながりも深く、日本では通算4勝を挙げ、ゴルフコースを4つ設計した。1980年、1997年に2度優勝した「ダンロップフェニックストーナメント」が開催される宮崎の「フェニックスカントリークラブ」には、彼の名前を冠した「トム・ワトソンゴルフコース」がある。
1988年に世界ゴルフ殿堂入り。1993年にはライダーカップのアメリカチームキャプテンを務め、勝利に導いた。現在は米国シニアツアー（チャンピオンズツアー）で活躍している。同ツアーでは2003年チャンピオンズツアー賞金王／チャールズ・シュワブカップチャンピオン／チャンピオンズツアー年度最優秀選手、2005年チャールズ・シュワブカップチャンピオンに輝いている。
長年にわたってトムのキャディーを務めてきたブルース・エドワーズを2004年4月8日に筋萎縮性側索硬化症（ALS）で失い、「勝つことがすべて」だったワトソンの信条も「一日一日を全力で生きること。ささいなことでイライラしないこと」に変わった。元々チャリティーに積極的だったトムだが2002年暮れにエドワーズの病気を知ってからは一層熱心に取り組むようになり、現在も積極的な慈善活動を続けている。2003年には、ゴルフを通じて社会貢献した選手に贈られる「ペイン・スチュワート賞」を受賞した。
2009年のターンベリーでの第138回オープンでは初日から好調で、最終日71ホール終了時点で単独首位に立ったが、72ホール目でパーセーブできなかったためスチュワート・シンクとのプレイオフとなり、惜敗の2位（後述）。59歳のトムが優勝すれば大会史上最年長優勝の記録を142年ぶりにぬりかえるだけでなく、メジャー最年長優勝やツアー最年長優勝の記録も更新することから、観客も大きな声援を送った。トムもそれにこたえるように終始堂々とプレーし、周囲に大きな感動を与えた。また現地コース際でリポートしていた青木功が大会終了後、往年の盟友・戦友であるトムが優勝できなかったことを大いに残念に思い涙した映像がメディアで放送された。試合後、トムは「まだ私は戦えることを信じることができた1週間だった。地獄のようなストーリーだったが、素晴らしい失望でもある。来年のセント・アンドルーズでも戦えそうだ」とコメント。
ワトソンが還暦で迎えた2010年シーズンは、苦手としていた長距離コースのオーガスタでの第74回マスターズを4日間通算-1で廻って18位タイ（タイガー・ウッズがスキャンダルを経てPGAツアーに復帰した大会で、優勝はフィル・ミケルソン）、リンクスコースのペブルビーチ（パー71）での第110回全米オープンでは通算+11（78-71-70-76）で29位タイ（優勝はグレーム・マクドウェルであり、最終日に74で廻って、4日間通算イーブンパーでPGAツアーおよびメジャー初優勝）と善戦し、満を持してセント・アンドルーズ（パー72）での第139回オープンに臨んだが、予選は73-75の通算+4、86位タイ、2打差で予選通過ならず、セント・アンドルーズは鬼門となった。これに対し、青木功は「59歳と60歳は1歳しか違わないが、この差は大きい。これは経験した人でなければわからない」とコメントしたが、ワトソンは「これが私にとって最後のジ・オープンではない」と2011年以降もジ・オープンに参戦する意思を表明した。
61歳で臨んだ2011年の第140回オープンはドーバー海峡に近いリンクスコースの一つであるロイヤルセントジョージズで開催され、ワトソンは2日目の7月15日にホールインワンを決めるなどして、軽々と22位タイでフィニッシュ。ホールインワンは6番ホール（この日はピンまで160ヤード）で遂行され、4番アイアンを振り抜くと、打球はピン手前約2.5mに落ち、ワンバウンドでツアー5回目のホールインワンを達成。最年長記録は、73年大会初日にトゥルーンの8番ホールで決めたジーン・サラゼンの71歳。
64歳で臨んだ2014年の第78回マスターズは、フィル・ミケルソン、ダスティン・ジョンソン、キーガン・ブラッドリー、セルヒオ・ガルシア、アーニー・エルス、チャール・シュワルツェル、ルーク・ドナルド、アンヘル・カブレラ、グレーム・マクドウェル、ウェブ・シンプソンらの試合巧者や、松山英樹も予選落ちの波乱があった大会だが、ワトソンも78-81で11打及ばず予選落ち（予選通過ラインは148、優勝はバッバ・ワトソン）。7月、ワトソンはジ・オープンの2週間前のグリーンブライアクラシック（オールドホワイトTPC）で3日連続アンダーパーで廻るなどして、通算4アンダーで35位タイフィニッシュと調整して、2009年大会の2位で得た出場権で37回目のジ・オープンに臨んだ（第143回大会・ロイヤルリバプール開催・7312ヤード・パー72）。予選は快晴であり、ワトソンは初日73、風の吹いた2日目を73でしのぎ、予選通過ラインギリギリの2オーバー、56位タイで突破して本選へ。72人が進出した3日目は、嵐（強風と大雨）との天気予報により、ジ・オープン史上初の「2ウェイ・3サムの第3ラウンド」となったが、断続的な雨のみで順調に大会は進行、ワトソンは10時50分（現地時間）インスタート（10番ホールからスタート）して75とスコアを崩した。最終ラウンドは好天にも恵まれ、8時55分スタートで5バーディ・1ボギー・12パーの68で廻り、4日間通算1オーバーの51位タイフィニッシュ。ドライバーの平均飛距離は271.9ヤード、5番ホールでは4日連続バーディを奪った。R&Aから2015年セント・アンドルーズ開催の第144回オープンに特別招待された。8月、全米プロゴルフ選手権に33回目の出場を果たしたが（第96回大会・バルハラ・7458ヤード・パー71）、72-73の85位タイで、2打及ばず予選落ち。9月にはアウェイのグレンイーグルス開催の第40回ライダーカップで史上最年長の全米チームキャプテンを務めたが、欧州選抜チームがロリー・マキロイらの活躍で3連覇を果たした（米国11.5ポイント、欧州16.5ポイント）。
65歳で臨んだ2015年4月9日の第79回マスターズ初日に4バーディ、3ボギーの71で廻り、マスターズでのアンダーパーのラウンドの最年長記録を更新した（2位はサム・スニードの61歳であり、1974年に71で記録。ワトソンの2日目は81で予選通算+8、87位タイ。予選通過ラインは146）。「最後のジ・オープン参戦」とワトソンが明言して臨んだ第144回オープンは荒天により予選が3日間行われ（第2ラウンドが2日間。大会2日目は午前の大雨で3時間14分中断し、42人が第2ラウンドを終了できず。3日目は強風で開始32分後から10時間28分の中断あり）、日本のプロゴルフツアーメンバー（日本人7人と外国人3人）が全員予選落ちした大会だが、ワトソンも76-80で通過ならず（予選通過ラインは144。日本人では米ツアー参戦の松山英樹のみ予選突破。タイガー・ウッズも予選落ち）。
66歳で臨んだ第80回マスターズ出場が、最後のメジャー参戦。

## トムとターンベリー・エイルサコース
トムのゴルフキャリアを語る上で欠かせないのが全英オープンの開催コースであるターンベリー・エイルサ（Ailsa、アイルサとも発音する）コース（パー70）であろう。英国北西部に位置しており、8ホールが大西洋に面し、海岸線の一部は白波が砕ける岸壁であり、左に白亜の灯台を見て海沿いを進む9番ホールなどを有し、障害物としての樹木を植えず、砂丘もなく、全英オープン開催コースの中で最も風光明媚なリンクスコースのひとつである。
27歳で臨んだ1977年7月6日（水曜日）〜9日（土曜日）の第106回全英オープンはターンベリーで初開催された大会であり、ワトソンはアルフィー・ファイルズをキャディに従え、最終日に当時最強であった帝王ニクラスとの真昼の決闘を1打差で制して優勝した。16カ国から集まった選手156人（予選通過の96人と出場権を持つ60人、含アマチュア9人）が午前7時から臨んだ予選1日目、ワトソンとニクラスは-2（68）で、首位ジョン・シュローダーと2打差の3位タイ。好天の2日目には、全英初出場のマーク・ヘイズがブルース・リツキーにコーチされたクロスハンドグリップのパッティングをこの日から開始して18ホールを23パット、17番ホールではイーグルを奪うなどして63で廻り、全英オープン最小スコアを43年ぶりに2打短縮した。また、1か月前に全米オープンを制したヒューバート・グリーンはピンまで153mの4番ホールで6番アイアンを使用してホールインワンを記録。この日、ワトソンとニクラスはパープレイ（70）で廻り、首位ロジャー・モルトビーと1打差の2位タイ。本選はワトソンとニクラスが同じ組でラウンドした。10オーバーまでの87人が進出した3日目には雷雨で約40分間の中断があったが、ワトソンはアウト33イン32、ニクラスはアウト31イン34、ともに1ボギーで廻り、第3ラウンド終了時点でワトソンとニクラスが-7（203）で首位に並んだ（この時点で3位ベン・クレンショウに3打差）。全英初挑戦の青木功は54ホール終了時点で予選落ち。64人が進出した最終ラウンドはワトソンとニクラスの'2人だけの大会'の様相を呈し、大会終了時点では2位ニクラスと3位グリーンとの差は10打差に広がり、いかにこの2人が卓抜していたかがわかる。2人が最終組で廻った最終日の決闘の詳細は以下の通り（以下、ワトソン：W、ニクラス：N）。2番ホールでは、Nバーディ、Wボギーで、Nが一気に2打リード。4番ホールでは、Nが11mのバーディパットを決めて-9となり、3打差。しかし、Wは5番ホールで15mのバーディパットが成功、7番ホールではドライバーを2度使って2オンしてバーディ、8番ホールで7mのバーディパットを沈めて、両者-9で並ぶ。9番ホールで、Wがボギーで、Nが1打リード。12番ホールでNがロングパットを決めてバーディをとり、Nが-10で2打リード。13番ミドルホールでは、Wがバーディで1打差に迫る。15番ショートホールでは、Nは第1打を5番アイアンでピンまで6mのところに運んだが、2パットでパー。一方、Wの4番アイアンでの第1打はグリーン左に3m外れたが、約20mの下りをパターで打つと、球はスルスルと転がり、カップの右サイドから鮮やか転がり込んでバーディ、両者が-10で並ぶ。17番ロングホール（457m）では、Wが3番アイアンでピンまで8mに2オン、2パットでバーディ。一方、Nは4番アイアンでの第2打がショートしてグリーン右手前のラフに捕まり3オン、2mのバーディパットを決められず2パットでパー、Wが1打リード。同組で廻った本選では35ホール目に初めてWがNをリードして、本大会で初めて単独トーナメントリーダーとなった。決闘のクライマックスの18番ホールは左ドッグレッグ。逃げ切りを図ったWは、ティーショットに1番アイアンを使用し、左クロスバンカー越えで完璧。これを見たNは、ドライバーで'all or nothing'の勝負を挑んだが、力みすぎてボールを曲げ、フェアウェイ右側のハリエニシダが生い茂る深いラフのエッジにつかまった。第2打は、Wが7番アイアンでピタリとピンそば40cmに運んでNにプレッシャーをかけると、Nも7番アイアンでラフの草を刈り飛ばしつつボールをピン右10m弱のグリーン上へと運ぶ奇跡のリカバリー。Nはこのロングパットを1パットで沈めてバーディをとり、逆にWへプレッシャーをかけたが、Wは落ち着いて1パットでバーディ、通算-12で逃げ切った。最終日のスコアは、ワトソンはアウト34イン31の65、ニクラスはアウト33イン33の66であり、最後の2ホールで完璧なショットを連発したワトソンが、ノーボギーで廻ったニクラスに勝利した。最終18番でワトソンに追いつけず、全英オープン6度目の2位に終わったニクラスは「彼はわずか40cmのパットを残していただけだから、私の最後のバーディは無駄だったかもしれない」とコメントしたが、このバーディにより2位と3位の差が2桁の10打差となった。また、ニクラスは「非常にいいラウンドだったが、もっと上手くプレイした人がいた。これがゴルフだ。来年のジ・オープンを見てくれ」とコメントして、翌年のセント・アンドルーズでの大会で、3度目で最後の全英オープン制覇を有言実行した。
36歳で臨んだ1986年の同コース開催の第115回全英オープンでは、ワトソンは四日間通算+16で35位タイ。コンコルドで英国入りしたグレグ・ノーマンがメジャー初優勝した。強い寒風と小雨の大会初日は、単独首位のイアン・ウーズナムでさえパープレイであり、ノーマンは74打スタート。弱風の2日目に、ノーマンは3ボギーながらも8バーディ・1イーグル・6パーで全英オープン最小スコアタイの63で廻り、2位に2打差の-3で単独首位浮上。この年のマスターズで復活優勝を遂げたニクラスは+11、ワトソンは+8で予選通過。本選でのノーマンは、風雨の3日目に再び74でスコアを落とし、54ホール終了時点で2位の中嶋常幸に1打差に迫られたが、好天の最終日は69でまとめて、4日間通算280のイーブンパーで、2位に5打差をつけて優勝した。オーストラリア人の全英制覇は1965年のピーター・トムソン以来、21年ぶりの快挙であった。また、ノーマンは1986年のメジャー4大会すべてで54ホール終了時点で首位に立ち、最終日に最終組で廻っており、ノーマンスラム（サタデースラム）と呼ばれているが、優勝はジ・オープンのみ。
44歳で臨んだ1994年の同コース開催の第123回全英オープンには、ファイルズが病気でキャディを引退していたので、ブルース・エドワーズがターンベリーに初めてキャディで随行した。スイング改造して臨んだワトソンは、初日68で4位タイ、2日目は65で首位、3日目は69で首位と1打差の3位タイ。最終日は7番ホールでバーディをとり単独首位に立ったが、8・9番ホールで連続ダブルボギーを叩いて優勝争いから後退、最終日のスコアは74、通算4アンダーで11位タイ。この年ワトソンはメジャーの4大会すべてでトップ15位入りを果たしたが、マスターズ（13位）、全米オープン（6位、オークモント）、全英オープンの3大会で最終日のスコアは74であった。この年2月6日ペブルビーチ・ナショナルプロアマの大会最終日にワトソンは74打を叩き、ともにこの日74のジョニー・ミラーに1打差で優勝を攫われて以来、呪われた1年であった。1994年のターンベリーの勝者はニック・プライスであり、最終日16番ホールでバーディ、17番ホールでイーグルを奪取して、2位に1打差で勝利した。
53歳で臨んだ2003年の同コース開催の第1回全英シニアオープン（この年からシニアツアーの公式メジャー大会に昇格）では、72ホール目にボギーを叩いたワトソンと、ダブルボギーのカール・メイソンが17アンダーで首位に並び、プレイオフを行い、2ホール目の決着でワトソンが優勝した。ワトソンは、真昼の決闘の時のスコアから5つ伸ばした。
56歳で臨んだ2006年の同コース開催の第4回全英シニアオープンでは、ワトソンは23位タイ。72ホールを終えて、6アンダーで首位に並んだローレン・ロバーツとエドゥアルド・ロメロがプレイオフを行い、1ホール目にパーセーブしたロバーツが優勝。
そして真昼の決闘から32年後、59歳で迎えた2009年7月16日〜19日の第138回全英オープンもこの地で開催された（7204ヤード）。大会の9か月前（2008年10月）にワトソンは左股関節の人工関節置換手術を受け、芝の抜けがよくなるようヘッドをグラインダで削ったIdea Proという名のアイアン（プロトタイプはA2 Tour）とターンベリーのクラブハウスで直前に購入したシューズで臨み、初日からショット・パットが冴えた。4日間のティーショットのフェアウェイキープ率は69.6％で4位、ドライバーショットの平均飛距離は295ヤードでレギュラーツアーの選手に劣らず、さらに神がかり的なロングパットやパーセーブを連発した。好天の初日はミゲル・アンヘル・ヒメネスがアウト31イン33の6アンダーで首位、ワトソンはアウト33イン32、5バーディ・13パーで廻って、首位と1打差の2位タイに久保谷健一、ベン・カーティスと並んだ。2日目は強風や雨がプレイヤーたちを悩ませ、ワトソンも前半は4連続を含む5ボギー（2、4-7番ホール）、2バーディで苦しんだが、後半は16番ホールで約20m、18番ホールで約18mのバーディパットを決めるなどして3バーディ、この日は5バーディ・8パー・5ボギーのパープレイでしのぎ、5アンダーで首位タイ。もう一人の首位は、片山晋呉の出場辞退による繰り上げで全英オープン初出場、リンクス初挑戦、PGAツアー3年目の29歳スティーブ・マリーノであり、2日目に17番ホール（パー5・559ヤード）で6mのイーグルパットを決めるなど2日間60台（67-68）で廻る活躍で、「リンクスを知らない方がいい場合もある」とマリーノは予選終了後にコメントしたが、本選では76-75と苦戦し、38位タイに終わった。本選には4オーバーまでの73人が進出した。第3ラウンドのワトソンは、7番ホールで2オン2パットでバーディ、14番ホールで6mのパットを沈めてパーセーブ、16番ホールで約12mのバーディパットを決めた後、17番ホールではハイブリッドクラブで2オンして、あわやイーグルかというバーディ、18番ホールはパーで上がるなどして、この日3バーディ・11パー・4ボギーの71で廻り、54ホール終えて通算4アンダーで単独首位となり、「バーディ・ボギーの数は計画通りに進行している、明日はその計画を完成できるかもしれない」とコメント。最も風の強かった第4ラウンドは、3日目に69のスコアを出して2位に浮上したマシュー・ゴギンと最終組で廻った。ワトソンは1番ホールで第2打を左に曲げポットバンカーに打ち込んでボギースタート、3番ホールも1.5mのパーパットを決められずボギー、7番ホール（パー5）は2オン2パットでバーディ、9番ホールはボギー、11番ホールでは8mのバーディパットが成功、14番ホールはボギー、71ホール目（17番ホール）のバーディで1打リードして迎えた72ホール目までメジャー史上最年長優勝という計画実現は目前であった。優勝を決めるパーパット（18番ホールの4打目）はショートして右手前に20cmほどそれて、痛恨のボギー。50度目のメジャー挑戦・12度目の全英挑戦、23歳年下のスチュワート・シンクが最終日ワトソンから3打差の6位で発進し、最終ホールで4.5mのバーディパットを決めるなど終盤は上位陣でただ一人好調を維持して69で廻り、2アンダー（4日間で278打）でワトソンと並んだ。ワトソンとシンクは、4つのホール（5・6・17・18番ホール）を使用するプレイオフを行った。シンクはプレイオフではドライバーを使用せず、プレイオフスタートの5番ホール（パー4）で第2打をバンカーに入れたが、約3mのパーパットを沈めて発進して、パー-パー-バーディ-バーディでフィニッシュ。一方の59歳ワトソンは72ホールにわたり大西洋の海風を伴う難コースと戦って「疲労で脚が動かなくなった（ワトソン談）」状態で、気温も下がった夕陽の決闘ではミスショットを連発し、ボギー-パー-ダブルボギー-ボギーで6打差での決着。プレイオフの勝敗を分けたのは17番ホールであり、シンクは2オン2パットでバーディであったのに対し、ワトソンのドライバーショットはフェアウェイ左のラフに捕まり、1打では脱出できず、4オン3パットのダブルボギーで勝負あり。しかし、76ホールを戦い抜き、トム・ワトソン健在をアピールするとともに世界中のゴルフファンに勇気と感動を与えた。プレイオフ直後にワトソンは「この試合で自分がいつどのクラブで打ったかなんて、2度と思い出さないぞ」と笑ったが、ワトソン自身による分析では、72ホール目の18番ホールにおいて、グリーン奥のラフからグリーンまでは打ち上げの第3打をウェッジではなくパターで打ってカップを2m以上オーバーしたり、第4打のパーパットがショートしたのは敗因ではなく、フェアウェイからピンまで180ヤードの2打目をフォローの風の中'アドレナリン'が出た状態で8番アイアンで打ってグリーン奥のラフにこぼれたショットが問題であり、2打目を9番アイアンで打つべきだったと述懐している。このトーナメントでは、4日間72ホールで2番ハイブリッド（ロフト18度、ヘッドの形状からPeanutという愛称で親しまれたアダムスゴルフ社のIdea Proという名のモデル）を25回使用した。
62歳で臨んだ2012年の同コース開催（7205ヤード）の第10回全英シニアオープンでは、ワトソンは通算1アンダーで10位タイ。優勝はフレッド・カプルスであり、最終日に単独2位からスタートして、6バーディ、3ボギーの67で廻って、2位に2打差の通算9アンダーで初の'全英'タイトル。

## メジャー大会優勝
- マスターズ：2勝（1977、1981年）
- 全米オープン：1勝（1982年）
- ジ・オープン：5勝（1975、1977、1980、1982、1983年）[大会歴代2位]

メジャー通算8勝は、単独の歴代6位記録。全米プロゴルフ選手権のみ優勝していない。